# Park Drive 600
Il Park Drive 600 è stato un torneo professionistico di snooker, non valido per il Ranking, che si è disputato nel 1971 a Sheffield, in Inghilterra.

## Albo d'oro
| Edizione | Vincitore   | Finalista    | Risultato | Stagione  | Città     | Impianto                  | Tipologia   | Note  |
| -------- | ----------- | ------------ | --------- | --------- | --------- | ------------------------- | ----------- | ----- |
| 1971     | Ray Reardon | John Spencer | 4 - 0     | 1970-1971 | Sheffield | Saint Philips Social Club | Non-Ranking | [ 1 ] |

## Statistiche

### Finalisti
| N° | Giocatore    | Finali vinte | Finali perse | Totale |
| -- | ------------ | ------------ | ------------ | ------ |
| 1  | Ray Reardon  | 1            | 0            | 1      |
| 2  | John Spencer | 0            | 1            | 1      |

### Finalisti per nazione
| N° | Nazione     | Finali vinte | Finali perse | Totale |
| -- | ----------- | ------------ | ------------ | ------ |
| 1  | Galles      | 1            | 0            | 1      |
| 2  | Inghilterra | 0            | 1            | 1      |

- Vincitore più giovane ed anziano: Ray Reardon (39 anni, 1971)

### Century break
| Edizione | Century break | Miglior break     |
| -------- | ------------- | ----------------- |
| 1971     | 1             | Ray Reardon (127) |

### Sponsor
| Edizione | Sponsor    |
| -------- | ---------- |
| 1971     | Park Drive |